# Колодзєє (Квідзинський повіт)
Колодзєє (пол. Kołodzieje) — село в Польщі, у гміні Прабути Квідзинського повіту Поморського воєводства.
Населення — 220 осіб (2011).
У 1975—1998 роках село належало до Ельблонзького воєводства.

## Демографія
Демографічна структура станом на 31 березня 2011 року:
|          | Загалом | Допрацездатний вік | Працездатний вік | Постпрацездатний вік |
| -------- | ------- | ------------------ | ---------------- | -------------------- |
| Чоловіки | 121     | 31                 | 78               | 12                   |
| Жінки    | 99      | 27                 | 52               | 20                   |
| Разом    | 220     | 58                 | 130              | 32                   |